# Hongrie au Concours Eurovision de la chanson 2019
La Hongrie est l'un des quarante et un pays participants du Concours Eurovision de la chanson 2019, qui se déroule à Tel-Aviv en Israël. Le pays est représenté par Joci Pápai — pour la deuxième fois après sa participation en 2017 — avec sa chanson Az én apám, sélectionnés via l'émission A Dal 2019. En demi-finale, le pays re reçoit que 97 points, ce qui le place en 12e place et ne lui permet pas de se qualifier.

## Sélection
Le diffuseur hongrois a confirmé sa participation à l'Eurovision 2019 le 27 septembre 2018, confirmant également l'utilisation de A Dal comme sélection.

### Format
La sélection a eu lieu chaque semaine du 19 janvier 2019 au 23 février 2019. De manière totalement identique aux éditions précédentes, trente chansons participent durant la sélection qui s'est déroulée en trois phases. Trois auditions proposent dix chansons chacune dont six se qualifient qualifient à chaque fois. Les demi-finales voient chacune  neuf chansons participer et quatre se qualifier pour la finale. Le vainqueur est désigné parmi les huit candidats restants.

### Chansons
Les trente participants ont été annoncés le 3 décembre 2018. La chanson Help Me Out of Here de Petruska a été disqualifiée le 18 février 2019, la chanson étant un plagiat de la chanson White Sky du groupe Vampire Weekend.
- Disqualifié

| Artist'                      | Chanson                     |
| ---------------------------- | --------------------------- |
| Acoustic Planet              | Nyári zápo                  |
| Barni Hamar                  | Wasted                      |
| Bence Vavra                  | Szótlanság                  |
| Bogi Nagy                    | Holnap                      |
| Dávid Heatlie                | La Mama Hotel               |
| DENIZ                        | Ide várnak vissza           |
| Diana                        | Little Bird                 |
| Fatal Error                  | Kulcs                       |
| Gergő Oláh                   | Hozzád bújnék               |
| Gergő Szekér                 | Madár, repülj!              |
| Gotthy                       | Csak 1 perc                 |
| Joci Pápai                   | Az én apám                  |
| Klára Hajdu                  | You're Gonna Rise           |
| Konyha                       | Százszor visszajátszott     |
| Kyra                         | Maradj még                  |
| László Váray                 | Someone Who Lives Like This |
| Leander Kills                | Hazavágyom                  |
| Mocsok 1 Kölykök             | Egyszer                     |
| Monyo Project                | Run Baby Run                |
| Nomad                        | A remény hídjai             |
| Olivér Berkes                | Világítótorony              |
| Petruska                     | Help Me Out of Here         |
| Rozina Pátkai                | Frida                       |
| Ruby Harlem                  | Forró                       |
| Salvus                       | Barát                       |
| The Middletonz               | Roses                       |
| The Sign                     | Ő                           |
| Timi Antal feat. Gergő Demko | Kedves Világ!               |
| USNK                         | Posztolj                    |
| yesyes                       | Incomplete                  |

### Émissions

#### Auditions
Les auditions ont lieu les 19 et 26 janvier ainsi que le 2 février 2018. Dix chansons participeront dans chacune d'entre elles, et chaque fois, six accéderont aux demi-finales. Les chansons qualifiées seront choisies en deux temps. Tout d'abord, le jury et le public attribueront une note sur dix à chaque chanson. Au terme de la procédure, les cinq premiers du classement sont qualifiés. Ensuite, les cinq autres chansons sont soumises à un vote du public seul, au terme duquel une sixième chanson est qualifiée.
- Qualifiés par le jury et le télévote
- Qualifié par le télévote seul

##### Audition 1
| #  | Artiste                      | Chanson                     | M. Mező | L. Vincze | F. Nagy | M. Both | Télévote | Total | Place |
| -- | ---------------------------- | --------------------------- | ------- | --------- | ------- | ------- | -------- | ----- | ----- |
| 1  | Gergő Szekér                 | Madár, repülj!              | 8       | 9         | 8       | 8       | 8        | 41    | 1     |
| 2  | Konyha                       | Százszor visszajátszott     | 8       | 8         | 6       | 8       | 8        | 38    | 4     |
| 3  | László Váray                 | Someone Who Lives Like This | 6       | 6         | 5       | 6       | 6        | 29    | 9     |
| 4  | Rozina Pátkai                | Frida                       | 7       | 7         | 5       | 7       | 5        | 31    | 8     |
| 5  | Barni Hamar                  | Wasted                      | 5       | 6         | 6       | 5       | 7        | 29    | 9     |
| 6  | Olivér Berkes                | Világítótorony              | 6       | 8         | 5       | 6       | 8        | 33    | 7     |
| 7  | Timi Antal feat. Gergő Demko | Kedves Világ!               | 6       | 9         | 10      | 6       | 8        | 39    | 3     |
| 8  | Nomad                        | A remény hídjai             | 7       | 7         | 6       | 7       | 8        | 35    | 5     |
| 9  | Gergő Oláh                   | Hozzád bújnék               | 9       | 9         | 7       | 8       | 8        | 41    | 1     |
| 10 | DENIZ                        | Ide várnak vissza           | 6       | 7         | 6       | 6       | 9        | 34    | 6     |

##### Audition 2
| #  | Artiste         | Chanson           | M. Mező | L. Vincze | F. Nagy | M. Both | Télévote | Total | Place |
| -- | --------------- | ----------------- | ------- | --------- | ------- | ------- | -------- | ----- | ----- |
| 1  | Dávid Heatlie   | La Mama Hotel     | 6       | 7         | 7       | 7       | 7        | 34    | 7     |
| 2  | The Middletonz  | Roses             | 9       | 8         | 8       | 8       | 8        | 41    | 3     |
| 3  | Klára Hajdu     | You're Gonna Rise | 7       | 8         | 5       | 6       | 6        | 32    | 9     |
| 4  | Gotthy          | Csak 1 perc       | 4       | 5         | 5       | 4       | 8        | 26    | 10    |
| 5  | Acoustic Planet | Nyári zápor       | 9       | 9         | 8       | 9       | 8        | 43    | 2     |
| 6  | Fatal Error     | Kulcs             | 9       | 9         | 9       | 9       | 9        | 45    | 1     |
| 7  | Bence Vavra     | Szótlanság        | 9       | 8         | 7       | 7       | 8        | 39    | 4     |
| 8  | Diana           | Little Bird       | 7       | 7         | 6       | 6       | 8        | 34    | 7     |
| 9  | The Sign        | Ő                 | 8       | 7         | 7       | 8       | 8        | 38    | 5     |
| 10 | yesyes          | Incomplete        | 7       | 8         | 7       | 7       | 6        | 35    | 6     |

##### Audition 3
| #  | Artiste          | Chanson             | M. Mező | L. Vincze | F. Nagy | M. Both | Télévote | Total | Place |
| -- | ---------------- | ------------------- | ------- | --------- | ------- | ------- | -------- | ----- | ----- |
| 1  | Leander Kills    | Hazavágyom          | 7       | 8         | 7       | 7       | 9        | 38    | 6     |
| 2  | Petruska         | Help Me Out Of Here | 8       | 8         | 8       | 9       | 7        | 40    | 3     |
| 3  | Monyo Project    | Run Baby Run        | 7       | 7         | 7       | 7       | 7        | 35    | 8     |
| 4  | Bogi Nagy        | Holnap              | 8       | 9         | 8       | 8       | 8        | 41    | 1     |
| 5  | Salvus           | Barát               | 6       | 8         | 7       | 7       | 8        | 36    | 7     |
| 6  | Ruby Harlem      | Forró               | 9       | 8         | 7       | 9       | 7        | 40    | 3     |
| 7  | Joci Pápai       | Az én apám          | 8       | 9         | 8       | 8       | 8        | 41    | 1     |
| 8  | Kyra             | Maradj még          | 6       | 6         | 5       | 5       | 6        | 28    | 10    |
| 9  | USNK             | Posztolj            | 7       | 6         | 6       | 7       | 9        | 35    | 8     |
| 10 | Mocsok 1 Kölykök | Egyszer             | 8       | 8         | 8       | 7       | 8        | 39    | 5     |

#### Demi-finales
Les demi-finales ont lieu les 9 et 16 février 2019. Neuf chansons participeront dans chacune d'entre elles, et chaque fois, quatre accéderont à la finale.
De façon similaire aux auditions, les qualifiés seront choisis en deux temps. Les trois premiers qualifiés seront les trois mieux classés après l'attribution des notes du jury et du public. Les six restantes seront soumises ensuite au télévote afin de désigner le quatrième finaliste.
Après avoir franchi les demi-finales, Petruska a été disqualifié pour plagiat. Le groupe est donc éliminé de la finale et remplacé en finale par Gergő Oláh.
- Qualifiés par le jury et le télévote
- Qualifié par le télévote seul
- Disqualifié
- Repêché

##### Première demi-finale
| # | Artiste         | Chanson                 | M. Mező | L. Vincze | F. Nagy | M. Both | Télévote | Total | Place |
| - | --------------- | ----------------------- | ------- | --------- | ------- | ------- | -------- | ----- | ----- |
| 1 | USNK            | Posztolj                | 7       | 6         | 6       | 7       | 8        | 34    | 9     |
| 2 | yesyes          | Incomplete              | 7       | 6         | 7       | 7       | 8        | 35    | 7     |
| 3 | Konyha          | Százszor visszajátszott | 8       | 8         | 6       | 8       | 8        | 38    | 5     |
| 4 | The Sign        | Ő                       | 8       | 7         | 7       | 8       | 7        | 37    | 6     |
| 5 | Petruska        | Help Me Out Of Here     | 9       | 8         | 8       | 9       | 8        | 42    | 2     |
| 6 | Acoustic Planet | Nyári zápor             | 9       | 9         | 9       | 10      | 8        | 45    | 1     |
| 7 | DENIZ           | Ide várnak vissza       | 6       | 7         | 6       | 7       | 9        | 35    | 7     |
| 8 | The Middletonz  | Roses                   | 8       | 8         | 8       | 8       | 9        | 41    | 4     |
| 9 | Bence Vavra     | Szótlanság              | 9       | 9         | 8       | 8       | 8        | 42    | 2     |

##### Deuxième demi-finale
| # | Artiste                      | Chanson         | M. Mező | L. Vincze | F. Nagy | M. Both | Télévote | Total | Place |
| - | ---------------------------- | --------------- | ------- | --------- | ------- | ------- | -------- | ----- | ----- |
| 1 | Gergő Szekér                 | Madár, repülj!  | 8       | 9         | 9       | 8       | 9        | 43    | 2     |
| 2 | Nomad                        | A remény hídjai | 7       | 7         | 7       | 7       | 8        | 36    | 9     |
| 3 | Mocsok 1 Kölykök             | Egyszer         | 8       | 8         | 8       | 7       | 8        | 39    | 6     |
| 4 | Bogi Nagy                    | Holnap          | 9       | 9         | 8       | 8       | 8        | 42    | 3     |
| 5 | Gergő Oláh                   | Hozzád bújnék   | 9       | 9         | 7       | 8       | 8        | 41    | 4     |
| 6 | Timi Antal feat. Gergő Demko | Kedves Világ!   | 6       | 6         | 10      | 6       | 8        | 38    | 7     |
| 7 | Fatal Error                  | Kulcs           | 8       | 8         | 8       | 8       | 8        | 40    | 5     |
| 8 | Ruby Harlem                  | Forró           | 6       | 6         | 7       | 8       | 7        | 38    | 7     |
| 9 | Joci Pápai                   | Az én apám      | 9       | 10        | 9       | 8       | 9        | 45    | 1     |

#### Finale
La finale se déroule le 23 février 2019 Huit artistes y participeront. Dans un premier temps, les jurys attribuent 4, 6, 8 et 10 points à leurs quatre favoris. Une fois les notes additionnées, les quatre meilleurs sont soumis à un vote du public pour désigner le vainqueur.
- Chansons qualifiées pour le second tour de vote
- Chanson gagnante

| # | Artiste         | Chanson        | Vote des jurys | Vote des jurys | Vote des jurys | Vote des jurys | Vote des jurys | Vote des jurys | Public |
| # | Artiste         | Chanson        | M. Mező        | L. Vincze      | F. Nagy        | M. Both        | Total          | Place          | Public |
| - | --------------- | -------------- | -------------- | -------------- | -------------- | -------------- | -------------- | -------------- | ------ |
| 1 | The Middletonz  | Roses          | —              | 4              | —              | 4              | 8              | 6              |        |
| 2 | Gergő Oláh      | Hozzád bújnék  | —              | —              | —              | —              | 0              | 8              |        |
| 3 | Bogi Nagy       | Holnap         | —              | 6              | 10             | —              | 16             | 4              |        |
| 4 | Fatal Error     | Kulcs          | —              | —              | 8              | —              | 8              | 6              |        |
| 5 | Joci Pápai      | Az én apám     | 10             | 10             | —              | 6              | 26             | 1              | 1      |
| 6 | Gergő Szekér    | Madár, repülj! | 4              | —              | —              | 8              | 12             | 5              |        |
| 7 | Acoustic Planet | Nyári zápor    | 6              | —              | 6              | 10             | 22             | 2              |        |
| 8 | Bence Vavra     | Szótlanság     | 8              | 8              | 4              | —              | 20             | 3              |        |

La finale se conclut par la victoire de Joci Pápai et de sa chanson Az én apám qui représenteront donc la Hongrie à l'Eurovision 2019.

## À l'Eurovision
La Hongrie participe à la première demi-finale, le 14 mai 2019. N'y recevant que 97 points, la Hongrie se place 12e et ne parvient pas à se qualifier. C'est la première fois depuis 2009 que le pays échoue en demi-finale.